# Судейкин, Сергей Юрьевич
Серге́й Ю́рьевич (Георгиевич) Суде́йкин (7 [19] марта 1882, Санкт-Петербург — 12 августа 1946[…], Наяк, Нью-Йорк) — русский театральный художник, сценограф, живописец и график, авангардист. Муж балерины Ольги Глебовой и актрисы Веры де Боссе.

## Биография
Родился в Санкт-Петербурге в семье подполковника Отдельного корпуса жандармов Георгия Порфирьевича Судейкина. Отец был убит в декабре 1883 года революционерами-народовольцами.
С 1897 по 1909 год учился в Московском училище живописи, ваяния и зодчества у А. Е. Архипова, А. С. Степанова, А. М. Васнецова, Н. А. Касаткина, Л. О. Пастернака.
За демонстрацию на студенческой выставке весьма фривольного содержания рисунков, в манере, «не входившей в учебную программу», отчислен сроком на один год (вместе с М. Ф. Ларионовым и А. В. Фонвизиным). В 1903 году также учился в мастерских В. А. Серова и К. А. Коровина.
Начало карьеры Сергея Судейкина как театрального художника связано с московским театром «Эрмитаж» в Каретном Ряду. Здесь в 1902 году совместно с Н. Н. Сапуновым он работал над оформлением оперных постановок, в том числе над «Орфеем» К. В. Глюка и «Валькирией» Р. Вагнера. В 1903 году с тем же Сапуновым иллюстрировал драму М. Метерлинка «Смерть Тентажиля».
В дальнейшем Судейкин оформлял постановки для Малого драматического, Русского драматического и театра Комиссаржевской в Петербурге. Помимо этого, как художник сотрудничал с журналами «Весы», «Аполлон», «Сатирикон» и «Новый Сатирикон».
В 1904 году участвовал в выставке «Алая роза». С 1905 года — участник выставок «Московского товарищества художников», «Союза русских художников» (1905, 1907—1909). В 1907 году стоял у истоков символистского художественного объединения «Голубая роза». Участник выставок «Венок-Стефанос» (1907, Москва; см. Венок—Стефанос), «Венок» (1908, Петербург).
В январе 1907 года женился на актрисе и танцовщице Ольге Глебовой. Свадьбе предшествовали несколько месяцев романтических отношений с поэтом Михаилом Кузминым, описанные последним в повести «Картонный домик». Так, 22 ноября 1906 года тот занёс в дневник:
Видел милого Судейкина. <...> Дома я читал дневник и стихи; потом стали нежны, потом потушили свечи, постель была сделана; было опять долгое путешествие с несказанной радостью, горечью, обидами, прелестью. Потом мы ели котлеты и пили воду с вареньем.
В 1909 году окончил МУЖВЗ со званием неклассного художника. В том же году поступил в Академию художеств, в мастерскую Д. Н. Кардовского. Тогда же познакомился с А. Н. Бенуа и другими «мирискуссниками». В 1911 году официально вступил в объединение «Мир Искусства». В этот период большое влияние на художника оказывает творчество К. А. Сомова.

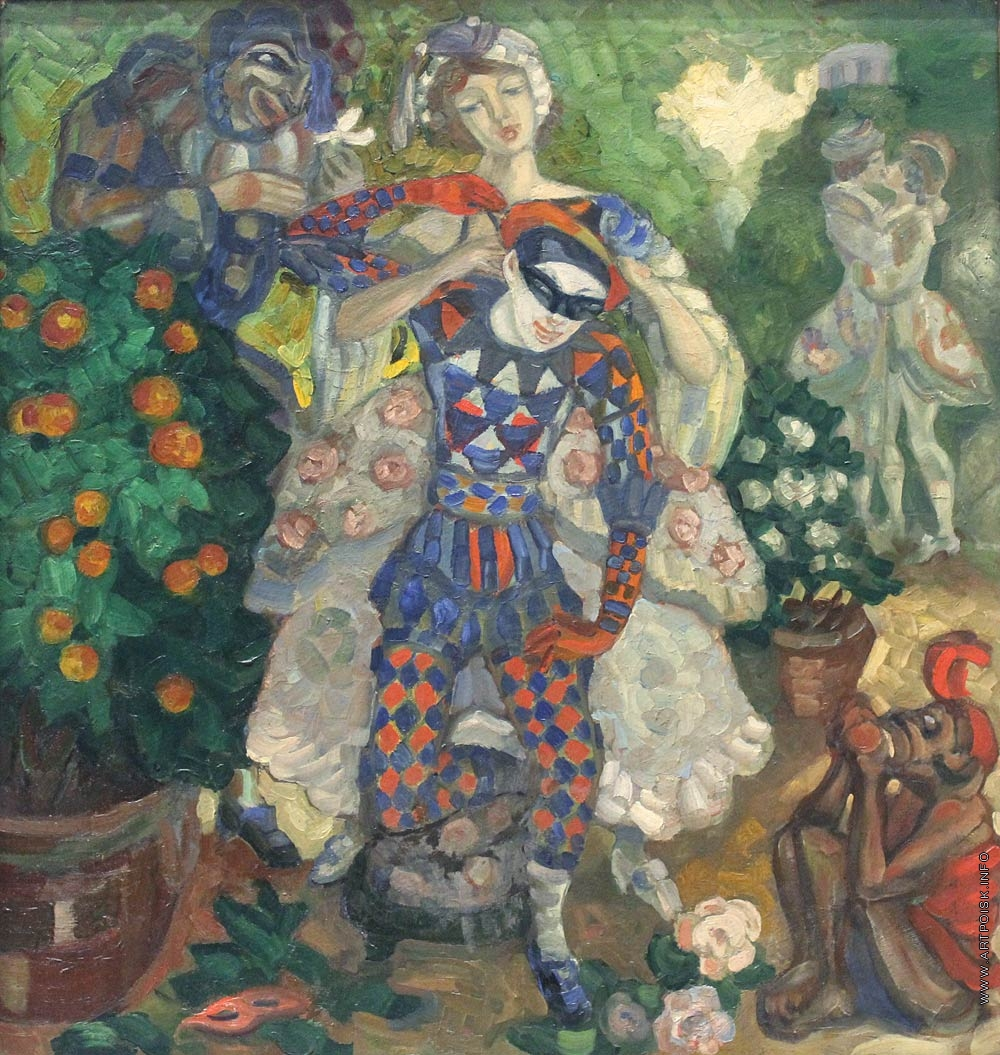
Пантомима, 1914

Один из организаторов и декоратор литературно-художественного кабаре «Бродячая собака». В 1912 году оформил спектакль «Изнанка жизни» по пьесе Х. Бенавенте в петербургском театре А. К. Рейнеке.
В 1915 году выполнил декоративные панно для театра-кабаре «Привал комедиантов». В конце 1915 года расстался с женой, Ольгой Глебовой-Судейкиной. В том же году познакомился с актрисой Верой Шиллинг (урождённой Боссе) и в марте 1916 года она переехала к нему в Петроград. Их образы получили отражение в творчестве Михаила Кузмина («Чужая поэма», пантомима «Влюблённый дьявол»). Обе жены, он сам и Кузмин изображены С. Судейкиным на картине «Моя жизнь» 1916 года.
В 1917 году Судейкин уезжает в Крым, живёт в окрестностях Алушты, затем в Мисхоре, в Ялте участвует в выставке, организованной С. К. Маковским, вместе с Н. Д. Миллиоти, С. А. Сориным и другими. В феврале 1918 года женился на Вере Шиллинг, взявшей его фамилию. В апреле 1919 года переехал в Грузию, в Тифлис, где оформил литературные кафе «Химериони» (ныне — гардероб Государственного Театра имени Шота Руставели) и «Ладья аргонавтов». В декабре 1919 года приехал в Баку,
где вместе с литератором Николаем Евреиновым работал в кабаре «Веселый Арлекин», для которого выполнил панно. Затем возвратился в Тифлис, и далее — в Батум.
В 1920 году Сергей и Вера Судейкины эмигрировали во Францию, их путь лежал из Батума через Марсель в Париж. В Париже стал сценографом кабаре «Летучая мышь» Н. Ф. Балиева. В мае 1922 года расстался с женой, Верой Судейкиной. В Париже оформил два спектакля для труппы Анны Павловой. С труппой Балиева Судейкин приехал на гастроли в США в 1922 году и обосновался в Нью-Йорке.
В период с 1924 по 1931 годы активно работал над оформлением многих постановок для театра «Метрополитен Опера», (балеты И. Стравинского «Петрушка» (1925), «Соловей» (1926), оперы «Садко» Н. Римского-Корсакова (1930), «Летучий голландец» Р. Вагнера (1931), сотрудничал с труппами М. М. Фокина, Л. Ф. Мясина, Дж. Баланчина. Создал декорации к опере «Порги и Бесс» (1935) на музыку Джорджа Гершвина и к голливудскому кинофильму «Мы снова живы» (1934—1935) по роману «Воскресение» Л. Н. Толстого.
В 1973 году при посещении Москвы вдова художника Савелия Сорина передала в дар СССР портрет С. Ю. Судейкина, выполненный её мужем.

## Семья
Старший брат — Леонид Георгиевич Судейкин (1876 — не ранее 1937, репрессирован), штабс-ротмистр 1-го гусарского Сумского полка, штабс-капитан (1916). Действительный член Историко-родословного общества в Москве (с 20 ноября 1907). Домовладелец (Боженинский пер., 8; Зубовская ул., 13). Служил в Московском комендантском управлении, в Первую мировую числился по гвардейской кавалерии. После 1917 неоднократно арестовывался.
Сестра — Софья Георгиевна Судейкина (1879 — ок. 1913?), была замужем за Владимиром Дриттенпрейсом.
Жёны:
1. Ольга Афанасьевна Судейкина (Глебова)
2. Вера Артуровна Судейкина (Боссе)
3. Джин Судейкина (Палмер) / Jeanne Palmer Soudeikine (1899—1986)[8], певица-сопрано из труппы Метрополитен-опера

## Адреса в Санкт-Петербурге
В 1910-е годы жил по адресу Гангутская ул., д. 16